# Combat socialiste
Combat socialiste est, de février à juillet 1981, un journal français publié quotidiennement, en support à la campagne de François Mitterrand pour l'élection présidentielle française de 1981. Le numéro 0 parait le 19 février 1981, le numéro 1 le 25 février 1981, et le no 96, le dernier, en juillet 1981 
.
L'équipe de rédaction est installée place du Palais-Bourbon, dans les locaux qu'occupait précédemment le Parti socialiste qui venait alors de s'installer 10, rue de Solférino.

## Histoire

### Annonce
Avant le quotidien, des publications socialistes paraissent sous le titre Combat socialiste.
Une campagne d'abonnement a été lancée à la fin de l'année 1980.
La création d'un nouveau quotidien est annoncée en décembre 1980 dans un quatre-page titré "N° 12 - nouvelle série"; la une porte le bandeau "Un quotidien pour le socialisme" et un texte signé du secrétaire national du PS, où il explique le souci d'informer les militants qui, dit-il, manquent d'analyse par rapport aux militants communistes
. En dernière page, le futur rédacteur en chef, Claude Gauld, indique que « [l]e parti socialiste ne lance pas son quotidien pour la seule durée de la campagne électorale présidentielle ».

### Dernier numéro
Le dernier numéro du quotidien Combat socialiste est le numéro 96, publié le 10 juillet 1981.
Bertrand Delanoë, porte-parole du PS, l'annonce le mercredi 8 juillet 1981 et indique  que la décision a été prise par le bureau exécutif réuni dans la soirée, à l'unanimité moins une abstention.
Dans ce dernier numéro, de 20 pages, figure un communiqué de l'intersyndicale des journalistes du journal: « Le personnel s'insurge contre une telle décision (...) prise en l'absence de concertation avec les salariés (...) au moment où le premier ministre réaffirme devant l'assemblée nationale la priorité donnée à la défense de l'emploi et la responsabilité des chefs d'entreprise. »